# Albert I van Vermandois

Wapen van Vermandois

Albert I van Vermandois (931/934 - 8 september 987), ook Adalbert, bijgenaamd de Vrome, was een edelman uit het noorden van Frankrijk in de tiende eeuw, de jongste zoon van de machtige Karolingische graaf Herbert II van Vermandois.
Na diens dood besloot hertog Hugo de Grote om de macht van het Karolingisch huis van Vermandois te breken door de bezittingen en leengoederen van Herbert gelijk over zijn zoons en dochters te verdelen, en ze daarmee te versnipperen. Hierdoor werd Albert in 946 enkel graaf van Vermandois. Hij streed voor zijn broer Hugo, die door koning Lodewijk IV van Frankrijk in 946 was afgezet als bisschop van Reims maar moest zich in 949 aan Lodewijk onderwerpen. Albert stichtte de abdij van Homblières opnieuw en bouwde Mont-Saint-Quentin. In 987 was hij als Karolinger een van de tegenstanders van de koningskeuze van Hugo Capet. Albert werd begraven in Saint-Quentin (Aisne).

## Familie
Albert was een zoon van Herbert II van Vermandois en Adelheid/Liegarde? van Frankrijk, dochter van koning Robert I. Albert was in een eerste huwelijk getrouwd met een verder onbekende Hersinde, huwelijk waaruit geen kinderen bekend zijn. In zijn tweede huwelijk (954) was Albert gehuwd met Gerberga van Lotharingen, dochter van Giselbert van Lotharingen en Gerberga van Saksen (en dus stiefdochter van Lodewijk IV). Zij kregen de volgende kinderen:
- Herbert III, opvolger van Albert
- Otto, stichter van het graafschap Chiny,
- Liudolf (957–), 979 bisschop van Noyon
- Gwijde (–988), graaf van Soissons
- mogelijk Eleonora, gehuwd met Wouter van Saint-Aubert

## Voorouders
| Voorouders van Albert I van Vermandois (931–987) | Voorouders van Albert I van Vermandois (931–987)                            | Voorouders van Albert I van Vermandois (931–987)                            | Voorouders van Albert I van Vermandois (931–987)                            | Voorouders van Albert I van Vermandois (931–987)                            |                                                                             |
| ------------------------------------------------ | --------------------------------------------------------------------------- | --------------------------------------------------------------------------- | --------------------------------------------------------------------------- | --------------------------------------------------------------------------- | --------------------------------------------------------------------------- |
| Overgrootouders                                  | Pepijn van Vermandois (818–850) ∞ ? (–)                                     | ? (–) ∞ ? (–)                                                               | Robert IV de Sterke (820–866) ∞ 885 ? (–)                                   | ? (–) ∞ ? (–)                                                               |                                                                             |
| Grootouders                                      | Herbert I van Vermandois (850–907) ∞ Bertha van Morvois (862–907)           | Herbert I van Vermandois (850–907) ∞ Bertha van Morvois (862–907)           | Robert van Bourgondië (866–923) ∞ ? (–)                                     | Robert van Bourgondië (866–923) ∞ ? (–)                                     |                                                                             |
| Ouders                                           | Herbert II van Vermandois (884–943) ∞ 907 Adelheid van Bourgondië (890-943) | Herbert II van Vermandois (884–943) ∞ 907 Adelheid van Bourgondië (890-943) | Herbert II van Vermandois (884–943) ∞ 907 Adelheid van Bourgondië (890-943) | Herbert II van Vermandois (884–943) ∞ 907 Adelheid van Bourgondië (890-943) | Herbert II van Vermandois (884–943) ∞ 907 Adelheid van Bourgondië (890-943) |